# Agapetes saxicola
Agapetes saxicola är en ljungväxtart som beskrevs av Craib apud Kerr. Agapetes saxicola ingår i släktet Agapetes och familjen ljungväxter. Inga underarter finns listade i Catalogue of Life.